# Exephanes apicalis
Exephanes apicalis là một loài tò vò trong họ Ichneumonidae.